# Sédhiou (région)
La région de Sédhiou est l'une des 14 régions administratives du Sénégal. Elle est située au centre de la Casamance, ou Moyenne Casamance.
Elle fait partie des dernières régions créées, en 2008.
Le chef-lieu régional est la ville de Sédhiou.

## Histoire
Une réforme administrative de la Casamance intervient par le décret du 21 décembre 1889 qui la divise en deux cercles : Sédhiou et Ziguinchor. La région Casamance instaurée lors de l'indépendance du pays en 1960, est divisée en 6 cercles qui deviennent départements en 1964. Le territoire du département de Sédhiou est érigé en région, en mars 2008, par démembrement de la région de Kolda.

## Organisation territoriale
Le ressort territorial actuel, ainsi que le chef-lieu des régions, départements et arrondissements sont ceux fixés par un décret du 10 septembre 2008 qui abroge toutes les dispositions antérieures contraires.
| Départements | Population (2013) | Superficie km2 | Arrondissements                         |
| ------------ | ----------------- | -------------- | --------------------------------------- |
| Bounkiling   | 145 568           | 2 830          | Boghal • Bona • Diaroumé                |
| Goudomp      | 156 095           | 1 756          | Djibanar • Karantaba • Simbandi Brassou |
| Sédhiou      | 151 331           | 2 726          | Diendé • Djibabouya • Djiredji          |

### Départements
Depuis le redécoupage d'août 2008, la nouvelle région est divisée en 3 départements :
- Département de Bounkiling
- Département de Goudomp
- Département de Sédhiou

### Arrondissements
La région comprend 9 arrondissements :
- Arrondissement de Boghal
- Arrondissement de Bona
- Arrondissement de Diaroumé
- Arrondissement de Diendé
- Arrondissement de Djibabouya
- Arrondissement de Djibanar
- Arrondissement de Djiredji
- Arrondissement de Karantaba
- Arrondissement de Simbandi Brassou

### Communes
Les localités ayant le statut de commune sont :
- Marsassoum
- Sédhiou
- Goudomp
- Bounkiling (2008)
- Madina Wandifa (2008)
- Samine (2008)
- Tanaff (2008)
- Diattacounda (2008)
- Diannah Malary (2008)
- Ndiamacouta (2011)[5]
- Baghere (2013)[6]